# مورين جاكوبسون
مورين جاكوبسون (بالإنجليزية: Maureen Jacobson)‏ (7 ديسمبر 1961 بنيوزيلندا - ) هي لاعبة كرة قدم نيوزلندية في مركز الوسط. شاركت مع منتخب نيوزيلندا الوطني لكرة القدم للنساء. أما مع النوادي، فقد لعبت مع Helsingin Jalkapalloklubi (women) ‏ وMillwall Lionesses L.F.C. ‏.

## وصلات خارجية
- مورين جاكوبسون على موقع الاتحاد الدولي (مؤرشف)  (الإنجليزية)